# Appaloosa Horse Club
 (août 2020).
Si vous disposez d'ouvrages ou d'articles de référence ou si vous connaissez des sites web de qualité traitant du thème abordé ici, merci de compléter l'article en donnant les références utiles à sa vérifiabilité et en les liant à la section « Notes et références ».
L'Appaloosa Horse Club, dont le siège social est situé à Moscow dans l'Idaho (États-Unis), est spécialisé dans l'élevage et la préservation de la race Appaloosa. 